# Casa Senyorial de Boja
La Casa Senyorial de Boja (en letó: Boju muižas pils) és una casa senyorial a la històrica regió de Curlàndia, al municipi d'Aizpute a l'oest de Letònia. Fou construïda el 1860 per l'hisendat el baró von Behr. L'edifici d'estil neogòtic allotja un museu.